# Juan Burgos Ladrón de Guevara
Juan Burgos Ladrón de Guevara (Córdoba, 27 de junio de 1954) es un jurista español, profesor titular de Derecho procesal en la Facultad de derecho de la Universidad de Sevilla.
Doctor en Derecho por la Universidad de Córdoba, ha ejercido la judicatura y la docencia desde 1979, y la investigación en el ámbito universitario, en el departamento de Derecho Penal y Procesal de la Universidad de Sevilla (España), y en el Dipartamento de Scienze Giuridiche e Penalistiche «Cesare Becaria» de la Universitâ degli Studi di Milano (Italia).

## Obras publicadas
- I Jornadas Sobre el Jurado. Sevilla. Universidad de Sevilla. 1995. 250. ISBN 84-472-0211-9.
- El Valor Probatorio de las Diligencias Sumariales en el Proceso Penal Español. Madrid. España. Civitas. 1992. 204. ISBN 84-470-0082-6.
- El Juez Ordinario Predeterminado Por la Ley. Madrid. España. Civitas. 1990. ISBN 84-7398-828-0.
- El Principio de Prueba en el Proceso Civil Español. Córdoba. España. Universida de Córdoba. 1989. ISBN 84-7801-081-5.
- El Principio de Prueba en el Proceso Civil Español. Madrid. España. Montecorvo S.A. 1989. 354. ISBN 84-7111-268-X.
- Principios Rectores de la lo 1/2004 de 28 de diciembre de Violencia de Género. Violencia de Género Versus Violencia Doméstica: Consecuencias Jurídico Penales. Barcelona. Difusión. 2007. Pag. 1-20. ISBN 978-84-9670-5
- La Intervención Jurisdiccional en el Arbitraje. Vademécum de Principios Inspiradores del Arbitraje y de Práctica Arbitral de Tribunales Arbitrales Según la Nueva Ley de Arbitraje. San Sebastián (Guipúzcoa), España. Instituto Vasco de Derecho Procesal. Vol. 1. 2005. Pag. 63.-75. ISBN 84-87108-29-6.
- La Sucesión Procesal. Personalidad y Capacidad Jurídicas. 74 Contribuciones con Motivo del XXV Aniversario de la Facultad de Derecho de la Universidad de Córdoba. Córdoba. Servicio de Publicaciones de la Universidad de Córdoba. Vol. 2. 2005. Pag. 227-238. ISBN 84-7801-788-7.
- Lección 2 : El Derecho al Juez Predeterminado Por la Ley y el Proceso Penal. Derecho Procesal Penal. Madrid. Portal Derecho S.A. 2002. Pag. 1-7.
- Lección 38: Medios de Prueba (VII): Presunciones. Derecho Procesal Penal. Madrid. Portal Derecho S.A. 2002. Pag. 1-6.
- Relación de Debates. I Jornadas Sobre el Jurado. Sevilla. Universidad de Sevilla. 1995. Pag. 191-246. ISBN 84-472-0211-9.
- Valor de la Declaración de la Víctima Menor de Edad en la Fase de instrucción del Proceso Penal Español. Editorial La Ley. Revista Jurídica Española de Doctrina, Jurisprudencia y Bibliografía. Vol. I. Núm. 7106. 2009. Pag. 1470-1474
- Naturaleza y Ámbito del Arbitraje en la Ley 60/2003: Asistencia Judicial al Arbitraje. Ed. La Ley. Revista Jurídica Española de Doctrina, Jurisprudencia y Bibliografía. Núm. 3. 2007. Pag. 1949-1956
- Principios Rectores de la L.O. 1/2004 de 28 de diciembre de Violencia de Género. Revista Vasca de Derecho Procesal y Arbitraje. Vol. 19. Núm. 2. 2007. Pag. 153-168
- La Conexidad en la Ley del Jurado. Revista Vasca de Derecho Procesal y Arbitraje. Vol. 17. Núm. 1. 2005. Pag. 29-36
- La Sucesión Procesal. Justicia: Revista de Derecho Procesal. Núm. 1-2. 2005. Pag. 123.-138.
- Aproximación a la Nueva Ley 60/2003, de 23 de diciembre, de Arbitraje. Ed. La Ley. Revista Jurídica Española de Doctrina, Jurisprudencia y Bibliografía. 2004. Pag. 1-9
- La Determinación del Imputado en el Sistema Procesal Español Por la Ley 3872002, de 24 de octubre. Ed. La Ley. Revista Jurídica Española de Doctrina, Jurisprudencia y Bibliografía. Vol. 3. Núm. 5864. 2003. Pag. 1-5
- El Principio de Legalidad Procesal y la Constitucionalidad del Procedimiento Extrajudicial de Ejecución Hipotecaria (a Propósito de la Sentencia Audiencia Provincial de Sevilla de 18 de diciembre de 2000). Justicia: Revista de Derecho Procesal. Núm. 2-4. 2001. Pag. 57-73
- La Eficacia Civil del Auto de Homologación de la Sentencia de Nulidad Eclesiástica del Artículo 778 de la LEC. Ed. La Ley. Revista Jurídica Española de Doctrina, Jurisprudencia y Bibliografía. Núm. 7. 2001. Pag. 1401.-1406.
- Los Procesos Matrimoniales en el Borrador de la Ley de Enjuiciamiento Civil. Revista Vasca de Derecho Procesal y Arbitraje. Vol. 10. Núm. 2. 1998. Pag. 283.-289.
- El Ministerio Fiscal en el Moderno Proceso Penal: Dependencia e Independencia. Revista Vasca de Derecho Procesal y Arbitraje. Vol. 9. Núm. 3. 1997. Pag. 473.-480.
- Concepto del Juez Ordinario en el Derecho Español. Ed. Poder Judicial. Núm. 18. 1990. Pag. 9.-26.